# مدرسه حاج صفرعلی
مدرسه حاج صفرعلی مربوط به دوره قاجار است و در تبریز، بازار تبریز، یمنی دوز بازار، روبروی سرای بزرگ شاهزاده واقع شده و این اثر در تاریخ ۲۸ شهریور ۱۳۸۶ با شمارهٔ ثبت ۱۹۵۸۱ به‌عنوان یکی از آثار ملی ایران به ثبت رسیده است.